# Erica haematocodon
Erica haematocodon är en ljungväxtart som beskrevs av Salter. Erica haematocodon ingår i släktet klockljungssläktet, och familjen ljungväxter. Inga underarter finns listade i Catalogue of Life.

## Bildgalleri

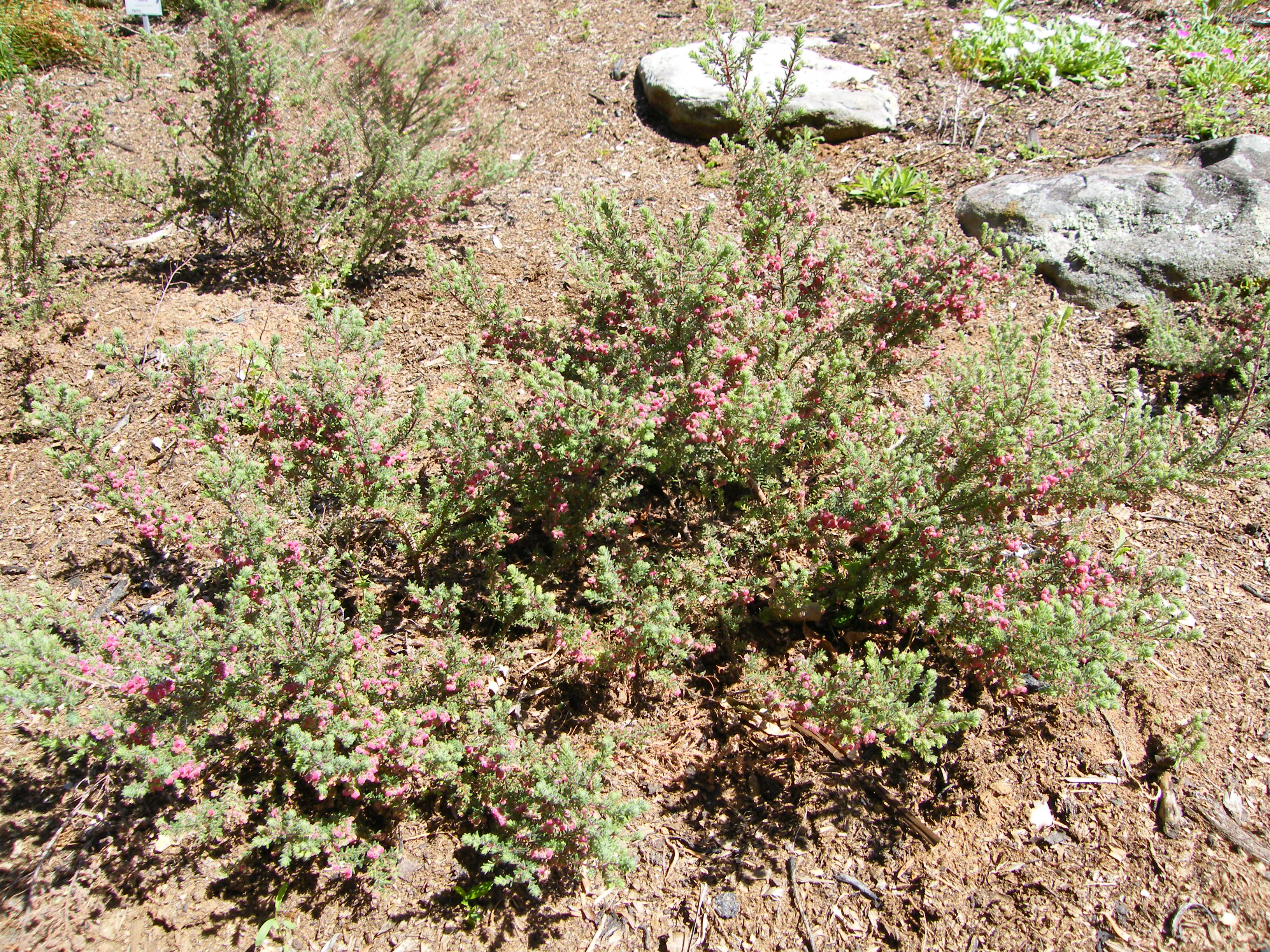